# Katie Robinson
Katie Robinson, née le 8 août 2002, est une footballeuse professionnelle anglaise qui joue comme attaquante pour le club d'Everton FC en Super League féminine et pour l'équipe d'Angleterre féminine.

## Carrière en club

### Bristol City
Robinson a gravi les échelons de l'académie de Bristol City. Elle a fait ses débuts senior pour Bristol City le 14 octobre 2018 en remplacement de Juliette Kemppi à la 83e minute lors d'une défaite 1-0 contre Birmingham City dans la WSL,. Robinson a marqué son premier but senior en carrière le 5 décembre 2018 lors d'une victoire 5-2 contre Aston Villa, équipe de deuxième rang, en Coupe de la Ligue. Après deux saisons, Robinson a refusé une prolongation de contrat avec Bristol et est partie à la fin de la saison 2019-2020,.

### Brighton &Hove Albion
Le 13 juillet 2020, Robinson rejoint Brighton & Hove Albion, signant ainsi son premier contrat professionnel. En septembre 2020, Robinson a subi une blessure au ligament croisé antérieur pendant l'entraînement. Elle manqua en conséquence le reste de la saison 2020-2021.

## Carrière internationale

### Carrière junior
Robinson a représenté l'Angleterre au niveau des moins de 17 ans. Robinson a fait ses débuts en Angleterre U17 le 19 septembre 2018 en remplacement à la 67e minute de Fran Stables lors des qualifications pour le Championnat féminin des moins de 17 ans de l'UEFA 2019, marquant le troisième but de l'Angleterre lors d'une victoire 6-0 contre la Moldavie à Chișinău.

### Carrière senior
Robinson a reçu sa première convocation dans l'équipe senior d'Angleterre en novembre 2022 pour des matches contre le Japon et la Norvège. Elle a fait ses débuts en tant que remplaçante à la 83e minute contre la Norvège le 15 novembre 2022 ,.Robinson a été appelée dans l'équipe senior d'Angleterre en février 2023 pour la Coupe Arnold-Clark. Le 18 novembre 2022, son numéro d'héritage (?) en Angleterre a été annoncé comme étant le numéro 227. Le 31 mai 2023, Robinson a été appelée parmi les 23 joueuses sélectionnée dans l'équipe d'Angleterre pour la Coupe du monde féminine 2023,.

## Honneurs
Angleterre
- Finaliste de la Coupe du monde 2023[17]
- Finalissima féminine 2023[18]
- Arnold Clark Cup 2023[19]